# تغوط أسود
التغوط الأسود يشير إلى البراز الأسود الداكن القطران المرتبط بنزيف الجهاز الهضمي العلوي. يحدث اللون الأسود والرائحة القوية المميزة بسبب تراكم الهيموجلوبين في البراز بواسطة الإنزيمات الهضمية، والبكتيريا المعوية.
قد تسبب مكملات الحديد برازا رماديا أسود يجب تمييزه عن التغوط الأسود، وكذلك اللون الأسود الناجم عن عدد من الأدوية، مثل البزموت subsalicylate (العنصر النشط في Pepto-Bismol)، أو عن طريق الأطعمة مثل الشمندر، عرق السوس الأسود، أو العنب البري.

## الأسباب
أكثر الأسباب شيوعا لهذه الحالة هو القرحة الهضمية  .أي سبب آخر للنزيف من القناة الهضمية العليا (التي تتكون من الفم والبلعوم والمريء والمعدة والإثني عشرية) قد يسبب هذه الحالة. البراز الأسود قد يظهر كتأثير جانبي لبعض الأدوية كمضادات التخثر: أو كعلامة لبعض الأنواع من السرطان الذي يصيب الجهاز الهضمي بالتحديد المريء والمعدة. من الأسباب الأخرى هي أمراض الدم مثل الفرفرية أو الناعور، التهاب المعدة، الدوالي المريئية ومتلازمة مالوري فايس.

## التشخيص
تصاحب هذه الحالة عادة بفقر الدم وانخفاض ضغط الدم. إحدى الوسائل لمعرفة سبب هذه الحالة هي القيام بالسبر الشرجي. وأيضا هنالك اختبار الغواياك للبراز في حالة الاشتباه بسرطان القولون. يجب فحص القناة الهضمية العليا بواسطة منظار المعدة لمعرفة إذا ما كان مصدر النزيف هو القناة الهضمية العليا.

## الفرق بين التغوط الأسود والتغوط المدمي
التغوط المدمي هو مرور الدم الأحمر النقي عبر فتحة الشرج مع أو بدون البراز. إذا كان مصدر النزيف هو القناة الهضمية السفلى التي تتكون من القولون السيني والمستقيم، فإن النزيف سيظهر كتغوط مدمي بينما إذا ما كان المصدر من القناة الهضمية العليا فإنه سيظهر كبراز أسود اللون.